# 横山镇 (广宁县)
横山镇，是中华人民共和国广东省肇庆市广宁县下辖的一个乡镇级行政单位。

## 行政区划
横山镇下辖以下地区：
横山社区、罗锅村、厚溪村、白坎村、大信村、大良村、大诚村、高村、曾欢村、罗帷村和荔洞村。